# 232-га реактивна артилерійська бригада (РФ)
232-га гвардійська Празька Червоного прапора ордена Суворова реактивна артилерійська бригада (232 РеАБр, в/ч 31643) — артилерійське з'єднання Збройних сил РФ Центрального військового округу.

## Історія
Напередодні розпаду СРСР 232-га реактивна артилерійська бригада (в/ч 31643) входила до складу 12-ї артилерійської дивізії (в/ч 66930) Забайкальського військового округу. В зв'язку з реорганізацією округів з 1998 року знаходиться на території Сибірського військового округу. В 2003 році бригада в складі дивізії ввійшла до новоствореної 29-ї загальновійськової армії. В 2009 році артилерійське з'єднання було розформоване.
В 2010 році, після 10-річної перерви, на полігоні Єловка в Іркутській області відбулись масштабні навчання реактивної артилерійської бригади. Стрільби проводились п'ятьма реактивними установками залпового вогню «Ураган». За результатами стрільб дивізіон отримав хорошу оцінку. Навчальні стрільби проводились протягом тижня.
Навесні 2012 року знову проводились стрільби на полігоні Єловка.
В кінці 2012 р. бригада була переведена з с.Чисті Ключі Іркутської області в новий пункт постійного базування — м. Чебаркуль Челябінської області.
24 березня 2013 року бригаді вручено бойовий прапор нового зразка.[неякісне джерело]

### Війна на сході України
Військовослужбовці бригади були зафіксовані у зоні бойових дій на Донбасі, у Алчевську. Військовослужбовець бригади Олександр Ясинек був помічений у Донецьку.
Станом на жовтень 2018 року дислокувалася у с. Планове, м. Щуче Курганської області.
В 2020 році бригада почала отримувати реактивні системи залпового вогню «Торнадо-С».
31 жовтня 2022 року отримала звання гвардійської.

## Склад
За даними Давида Баташвілі:
- управління

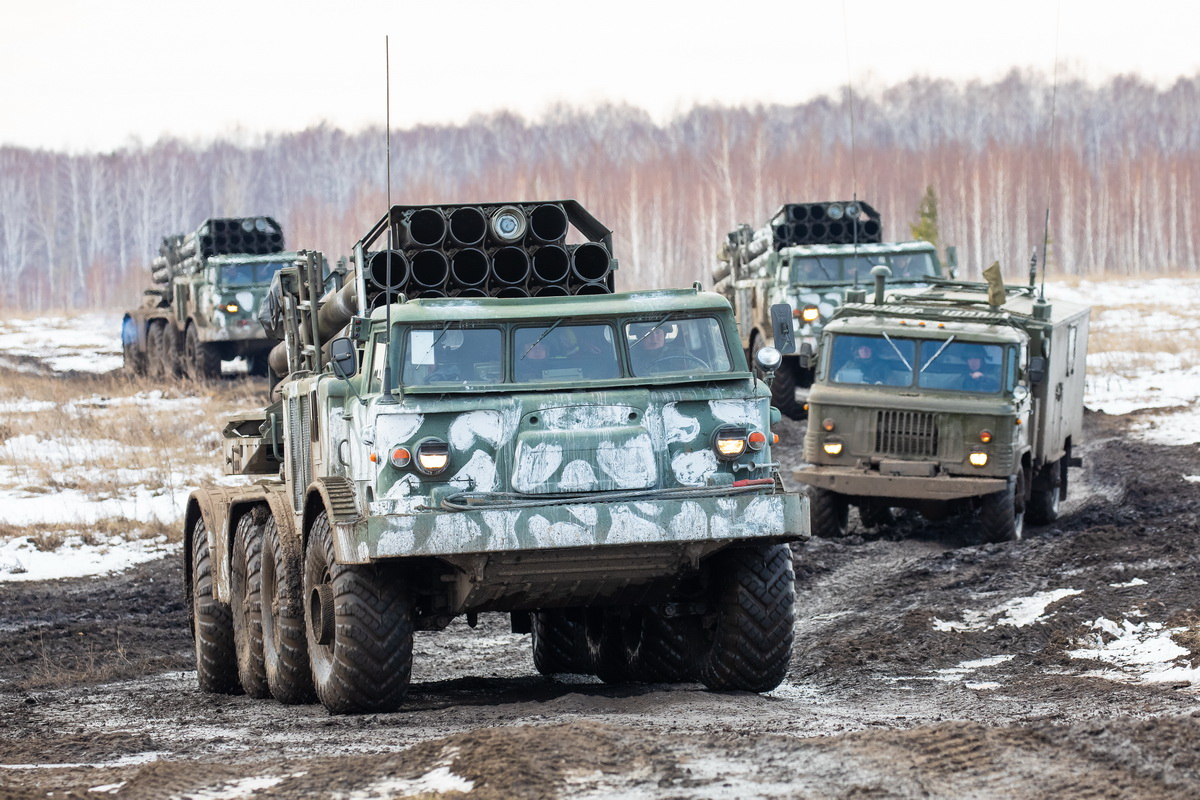
Тактичні навчання. 2020 р.

- 1-й реактивний артилерійський дивізіон;
- 2-й реактивний артилерійський дивізіон;
- батарея управління;
- рота матеріального забезпечення;
- рота технічного забезпечення;
- інженерно-саперний взвод;
- взвод РХБЗ.

На озброєнні знаходиться 16 одиниць 9П140 «Ураган». Надходить на озброєння «Торнадо-С».

## Командування
- полковник Кравченко Анатолій Миколайович[12][13]
- (2013) полковник Тайнов А. І.[14][6][неякісне джерело]
- (2013—2020) полковник Серкез Олег Ігорович[15]
- гвардії полковник Могилевец Денис Вячеславович

### Начальники штабу
- (2013) підполковник Серкез Олег Ігорович[6][неякісне джерело]

## Втрати
З відкритих джерел відомо про щонайменш 7 вбитих бійців бригади під час вторгнення в Україну:

## Матеріали
- 232 РЕАБР, ЧЕБАРКУЛЬ, ЦВО (archive.is) // warfare.be